# (4372) Quincy
(4372) Quincy es un asteroide perteneciente al cinturón de asteroides, descubierto el 3 de octubre de 1984 por el equipo del Observatorio Oak Ridge desde la Estación George R. Agassiz en Harvard (Massachusetts), Estados Unidos.

## Designación y nombre
Designado provisionalmente como 1984 TB. Fue nombrado Quincy en honor a John Quincy Adams sexto presidente de los Estados Unidos.

## Características orbitales
Quincy está situado a una distancia media del Sol de 2,932 ua, pudiendo alejarse hasta 3,292 ua y acercarse hasta 2,573 ua. Su excentricidad es 0,122 y la inclinación orbital 1,514 grados. Emplea 1834 días en completar una órbita alrededor del Sol.

## Características físicas
La magnitud absoluta de Quincy es 13. Está asignado al tipo espectral S según la clasificación SMASSII.